# 城内町 (佐倉市)
城内町（じょうないちょう）は、千葉県佐倉市の町丁。郵便番号285-0017。

## 地理
北は田町、東は宮小路町、南から西は鏑木町に隣接している。

## 歴史
- 1889年（明治22年） - 町村制施行により、佐倉町の地域となる。
- 1954年（昭和29年） - 市制施行により、佐倉市の地域となる。

## 世帯数と人口
2017年（平成29年）10月31日現在の世帯数と人口は以下の通りである。
| 町丁   | 世帯数  | 人口    |
| ------ | ------- | ------- |
| 城内町 | 470世帯 | 1,013人 |

## 小・中学校の学区
市立小・中学校に通う場合、学区は以下の通りとなる。
| 番地 | 小学校             | 中学校             |
| ---- | ------------------ | ------------------ |
| 全域 | 佐倉市立佐倉小学校 | 佐倉市立佐倉中学校 |

## 施設
- 佐倉城址（市指定史跡）
  - 佐倉城公園
  - 佐倉城址公園センター
- 国立歴史民俗博物館
- 佐倉市立佐倉中学校
- 千葉県立佐倉東高等学校
- 夢の広場保育園
- 根古谷公園
- 西根古谷公園
- 鷹匠街区公園

## 交通

### 道路
- 国道
  - 国道296号